# L.A. Woman
L. A. Woman es el sexto álbum de estudio de la banda de rock The Doors, publicado el 19 de abril de 1971, meses antes del fallecimiento del vocalista Jim Morrison en París. 
En 2003, la revista Rolling Stone lo situó en el número 362 en su lista de los 500 mejores álbumes de todos los tiempos.
Es un álbum casi exclusivamente de blues, un estilo que en trabajos anteriores no había sido más que una influencia, aunque cada vez más marcada y ya predominante en el anterior "Morrison Hotel".

## Grabación
La grabación fue un tanto tensa. Las relaciones entre los miembros de la banda, en parte debido al carácter de Morrison, estaban un tanto deterioradas. El productor de todos sus discos, Paul A. Rothchild, se negó a participar en este después de escucharlo. Finalmente, lo produjeron ellos mismos junto al ingeniero de sonido Bruce Botnick.
El disco fue grabado entre noviembre de 1970 y enero de 1971 en el local de ensayos de la banda, que fue transformado en estudio provisional.

## Contenido
Contiene sobre todo poderosos blues como "The Changeling", "Been Down So Long" (Que había sido presentada antes de su grabación de estudio), "Cars Hiss by my Window" y los ocho minutos de "L. A. Woman". Entre ellos, una versión del tema de John Lee Hooker "Crawling King Snake", su cuarta recreación de una composición ajena, después de "Back Door Man" de Willie Dixon (1967), "Who Do You Love?" de Bo Diddley, "Alabama Song" de Kurt Weill y Bertolt Brecht (1967) y otras versiones realizadas en vivo. Pero también hay temas ajenos a ese estilo como "L'America", además de ritmos pop en "Love Her Madly" y cierto aire experimental en "The Wasp (Texas Radio & The Big Beat)" y "Riders on the Storm" (la cual sería de sus últimas composiciones totalmente psicodélicas). En "Hyacinth House", Ray Manzarek interpreta en el órgano un pasaje de la famosa "Polonesa heroica" del compositor polaco Fredéric Chopin. 
Como en todos los álbumes de The Doors, las letras tienen un papel muy importante. En "L.A. Woman" Morrison se despide de su querida Los Ángeles, ya que poco después de la grabación viajó a París para no volver jamás. En "L'America" relata una historia del descubrimiento de América, mientras que en "Hyacinth House" habla sobre la soledad y la muerte. La poesía surrealista de "The Wasp" deja paso a "Riders on the Storm", donde Morrison recrea un episodio de su infancia, en el que sintió que su alma era invadida por un chamán indio, algo a lo que ya se había referido en Peace Frog (1970).
En el Perception Box Set (2006) The Doors remasterizan toda su discografía. Cada álbum incluye algunos "bonus tracks".

## Listado de temas
Todas las canciones compuestas por The Doors (Jim Morrison, John Densmore, Ray Manzarek, Robby Krieger), excepto donde se indica.
| Lado A |                                  |          |  |
| N.º    | Título                           | Duración |  |
| 1.     | «The Changeling»                 | 4:20     |  |
| 2.     | «Love Her Madly» (Robby Krieger) | 3:40     |  |
| 3.     | «Been Down So Long»              | 4:40     |  |
| 4.     | «Cars Hiss by my Window»         | 4:10     |  |
| 5.     | «L.A. Woman»                     | 8:01     |  |

| Lado B |                                               |          |  |
| N.º    | Título                                        | Duración |  |
| 1.     | «L'America»                                   | 4:35     |  |
| 2.     | «Hyacinth House» (Jim Morrison, Ray Manzarek) | 3:10     |  |
| 3.     | «Crawling King Snake» (John Lee Hooker)       | 5:02     |  |
| 4.     | «The WASP (Texas Radio And Big Beat)»         | 4:12     |  |
| 5.     | «Riders On The Storm»                         | 7:14     |  |

### Bonus tracks de su relanzamiento en 2011 (40th Anniversary Edition)
- «Orange County Suite» - 5:44
- «(You Need Meat) Don't Go No Further» - 3:44 (Willie Dixon)

## L.A. Woman (50th Anniversary Deluxe Edition)
Como era de esperarse, L.A. Woman iba a contar con su boxset, lo visto en los boxsets de sus 5 álbumes anteriores ponía a pensar a los fanes de The Doors que iba a contener este boxset anunciado meses antes. La edición 50 aniversario saldría al mercado el 3 de diciembre, saliendo el mismo día en plataformas de streaming. La edición 50 aniversario consta de 3 CD y un vinyl.

## Integrantes
- Jim Morrison - voz
- Ray Manzarek - órganos, pianos y guitarra rítmica
- Robby Krieger - guitarra principal
- John Densmore - batería

Integrantes adicionales
- Jerry Scheff - bajo
- Marc Benno - guitarra rítmica